# Ramaz Chochishvili
Ramaz Chochishvili (en georgiano: რამაზ ჩოჩიშვილი, 14 de noviembre de 1975) es un deportista georgiano que compitió en judo. Ganó tres medallas de bronce en el Campeonato Europeo de Judo entre los años 1996 y 2003.

## Palmarés internacional
| Campeonato Europeo | Campeonato Europeo     | Campeonato Europeo | Campeonato Europeo |
| Año                | Lugar                  | Medalla            | Categoría          |
| ------------------ | ---------------------- | ------------------ | ------------------ |
| 1996               | La Haya (Países Bajos) | Medalla de bronce  | Abierta            |
| 2001               | París (Francia)        | Medalla de bronce  | Abierta            |
| 2003               | Düsseldorf (Alemania)  | Medalla de bronce  | Abierta            |